# Bolephthyphantes index
Espèce
Synonymes
- Linyphia index Thorell, 1856

Bolephthyphantes index est une espèce d'araignées aranéomorphes de la famille des Linyphiidae.

## Distribution
Cette espèce se rencontre en zone paléarctique et au Groenland.

## Publication originale
- Thorell, 1856 : Recensio critica aranearum suecicarum quas descripserunt Clerckius, Linnaeus, de Geerus. Nova Acta Societatis Regiae Scientiarum Upsaliensis, sér. 3, vol. 2, no 1, p. 61-176 (texte intégral).